# Vaaský kraj

Vaaský kraj

Vaaský kraj (Vaasan lääni, Vasa län, Вазаская губерния) byl od roku 1831, kdy car Mikuláš I. zavedl nové územní dělení Finska, do roku 1997 kraj na západě Finska o rozloze 27 319 km². 1. září 1997 byl kraj zrušen a jeho území bylo v rámci nově vytvořeného kraje Západní Finsko rozděleno na provincie Jižní Pohjanmaa, Pohjanmaa a Střední Pohjanmaa. Metropolí kraje bylo město Vaasa.
Téměř celé území kraje původně náleželo k historické provincii Pohjanmaa, malé území na jihovýchodě k historické provincii Satakuntě.